# 5014 Gorchakov
5014 Gorchakov è un asteroide della fascia principale. Scoperto nel 1974, presenta un'orbita caratterizzata da un semiasse maggiore pari a 3,1714564 UA e da un'eccentricità di 0,2284398, inclinata di 2,36036° rispetto all'eclittica.
È stato così chiamato nel 1998 in memoria di Aleksandr Michajlovič Gorčakov, statista e diplomatico russo, in occasione del duecentesimo anniversario della sua nascita.